# Porotrichum pennaeforme
Porotrichum pennaeforme là một loài rêu trong họ Neckeraceae. Loài này được (Thunb. ex Brid.) Lindau mô tả khoa học đầu tiên năm 1895.